# مادلین کارول
مادلین کارول (به انگلیسی: Madeline Carroll) بازیگر، سینما و تلویزیون، زاده ۱۸ مارس ۱۹۹۶ میلادی، در شهر لس آنجلس، آمریکا است. وی در سینما با فیلمهای پنگوئن‌های آقای پاپر و رزیدنت ایول: انقراض ایفای نقش داشت. مادلین کارول درسریالهای تلویزیونی ان سی آی اس، لاست، درمانگاه خصوصی و هچنین در سریال آناتومی گری که این سریال در سال ۲۰۰۶ میلادی، برنده جایزه گلدن گلوب برای بهترین سریال درام شد هم حضور داشت.

## فیلم‌شناسی
فهرست برخی از فیلم‌هایی که مادلین کارول در آنها به ایفای نقش پرداخته‌است:
- پنگوئن‌های آقای پاپر
- رزیدنت ایول: انقراض
- جادوی بل آیل
- رأی‌دهندگان مردد
- همسایه جاسوس
- Flipped 2010
- تلنگر
- واعظ مسلسل به دست